# Гарволін (гміна)
Гміна Гарволін (пол. Gmina Garwolin) — сільська гміна у центральній Польщі. Належить до Гарволінського повіту Мазовецького воєводства.
Станом на 31 грудня 2011 у гміні проживало 12658 осіб.

## Площа
Згідно з даними за 2007 рік площа гміни становила 136.00 км², у тому числі:
- орні землі: 60.00%
- ліси: 33.00%

Таким чином, площа гміни становить 10.59% площі повіту.

## Населення
Станом на 31 грудня 2011:
| Опис     | Загалом | Загалом | Чоловіки | Чоловіки | Жінки | Жінки |
| -------- | ------- | ------- | -------- | -------- | ----- | ----- |
| одиниця  | осіб    | %       | осіб     | %        | осіб  | %     |
| все      | 12658   | 100     | 6266     | 49.50    | 6392  | 50.50 |
| міське   | 0       | 100     | 0        |          | 0     |       |
| сільське | 12658   | 100     | 6266     | 49.50    | 6392  | 50.50 |

## Сусідні гміни
Гміна Гарволін межує з такими гмінами: Борове, Вільґа, Гарволін, Гужно, Ласкажев, Осецьк, Парисув, Пілява, Собене-Єзьори.